# 吐魯番歷史
吐魯番歷史是中國西北吐魯番盆地的歷史。

## 上古
生活於吐魯番盆地一帶的土著居民是講印歐吐火羅語的姑師人。他們在吐魯番盆地上建立了姑師（後稱車師）國、狐胡國、小金附國、車師後城長國、車師都尉國。漢武帝建元三年（前138年），派張騫出使西域，聯合西域各國。由此，西漢王朝與匈奴對姑師展開了長期的反覆爭奪。漢武帝元封三年（前108年），漢遣將軍趙破奴和王恢率騎數萬克樓蘭，破姑師。姑師改稱車師，臣屬於西漢王朝。車師以博格達山南北形成車師國。不久，匈奴又控制了車師。漢武帝天漢三年（前99年），漢以匈奴降將介和王成娩為開陵侯，率樓蘭國兵擊車師，匈奴遣右賢王率數萬騎救援，漢兵敗歸。漢征和四年（前89年），漢又派開陵侯率樓蘭等六國兵共圍車師，車師王投降漢朝。漢昭帝元平元年（前74年），匈奴重新占領車師，派四千騎兵在此屯田。漢宣帝本始三年（前71年），漢朝與烏孫聯兵從東西夾擊匈奴，車師屯田匈奴兵驚懼逃走，車師又屬漢。之後車師王與匈奴聯姻，漢又失車師。漢宣帝地節二年（前68年），漢侍郎鄭吉率兵攻占車師交河城，派駐士兵300人屯田車師。匈奴派兵再次爭奪。漢宣帝元康四年（前62年），漢放棄車師。漢宣帝神爵二年（前60年），匈奴內亂，匈奴日逐王率眾降漢。車師之地隨之歸屬漢朝。這五次重大的車師之爭，史稱「五爭車師」。西漢在統一西域的同年（前60年），在西域設立西域都護府，鄭吉為首任都護。車師歸漢後，漢「分以為車師前後王及山北六國」，其中車師前國在博格達山南現吐魯番境內。漢元帝初元元年（前48年），漢朝在車師前國設置戊已校尉，駐交河城，掌管西域屯田事務。漢咸帝陽朔四年（前21年），戊已校尉移駐高昌壁（今吐魯番市高昌故城）。到東漢光武帝建武元年（25年）車師前國已全部吞併了吐魯番境內諸國，交河城成為吐魯番第一個政治、經濟、文化中心。東漢明帝永平十八年（75年）後，匈奴圍攻車師，匈奴與漢朝又反覆爭奪，戊已校尉隨之幾經撤回、恢復。東漢安帝延光二年（123年），西域長史班勇率兵五百出屯柳中（今鄯善縣魯克沁），攻克車師。延光三年（124年），復置戊已校尉。

## 中古
許多漢人和粟特人在後漢時代定居在吐魯番，使用漢字的最古老證據是在吐魯番的一份可追溯到公元273年的文件中發現的。魏晉時期，為了躲避中國內地戰亂，眾多內地的漢族人口移往高昌，與當地土著融合。晉朝戊已校尉仍設在高昌。西晉滅亡後，涼州（今甘肅武威）建立了前涼。東晉咸和二年（327年），前涼王張駿攻占高昌，擒獲叛將戊已校尉趙貞，始置高昌郡，立田地縣。隸屬沙州（今甘肅敦煌）。東晉太元元年（376年），前秦苻堅滅前涼。高昌郡屬前秦、隸屬涼州。東晉太元十年（386年），奉命西討龜茲（今庫車）的前秦大將呂光入破伊吾關、攻占涼州。後涼建立後，高昌、車師前國屬後涼。太元十八年（394年），呂光遣其子呂覆為西域大都護、鎮守高昌。東晉安帝隆安一年（397年），後涼建康（今甘肅酒泉西南）太守段業為大都督，涼州牧，建康公，改元神璽，占據高昌。東晉隆安四年（400年），李暠建立西涼，在高昌設郡。車師前國臣屬西涼。東晉義熙八年（412年），沮渠蒙遜建立北涼。公元420年，北涼主沮渠蒙遜攻滅西涼，高昌易主北涼，車師前國向其稱臣。北魏太延五年（439年），北魏滅北涼，闞爽自立為高昌太守。北涼殘部西奔鄯善（今若羌縣境）。北魏太平真君三年（442年），北涼殘部在沮渠無諱的率領下，攻占高昌，於翌年改元承平，號涼王。並西攻車師前國。北魏太平真君十一年（450年），車師前部王伊洛隨魏軍西征，留子歇守國。沮渠安周與柔然聯兵圍攻車師前國交河城，車師兵敗，西奔焉耆，車師前國亡。
北魏和平元年（460年），柔然殺高昌王，高昌人立闞伯周為高昌王，高昌城為國都，建立了一個漢族地方王朝。高昌城成為吐魯番的政治、經濟、文化中心。北魏文帝太和五年（481年），高昌人立張孟明為高昌王。公元496年，高昌人殺張孟明，另立馬儒為王。公元501年，高昌人殺馬儒而立麴嘉為王。麴氏高昌王國曾先後依附於柔然、高車、突厥，臣服於北魏、西魏、周和隋，並受其冊封。王國建置為郡，縣、城制，縣下設鄉，鄉下設里。從闞伯周開始，吐魯番進入高昌王國時期。高昌王國有交河、田地、南平3郡；白蘇、永安、無半、鹽城、柳婆、始昌、林、新興、龍泉、安昌、酒泉、威神、橫截14縣；高寧、臨川、寧戎、永昌、諸城、篤進、東鎮7城。唐貞觀十三年（639年）高昌叛唐，投西突厥，阻斷西域通道。唐貞觀十四年（640年），唐派吏部尚書候君集為交河道行軍大總管率師伐高昌。平定高昌後，設西昌州，改為西州，實行縣（鄉）、里制，下轄五縣。高昌縣、柳中縣、交河縣、天山縣（今託克遜縣境內）、蒲昌縣（今鄯善縣境內）。唐置西州的同年，設安西大都護府於交河城，以喬師望為首任安西都護兼西州刺史。安西大都護府領轄22個都督府，118個州。唐貞觀二十二年（648年），安西大都護府遷至龜茲。唐永徽元年（651年），復撤回西州。唐顯慶三年（658年），再次遷龜茲。西州改置為西州都督府。唐龍朔二年（662年），吐蕃軍隊進入西域，開始了與唐長年的西域爭奪。唐咸亨元年（670年），吐蕃與西突厥聯兵攻陷西域十八州，唐放棄安西四鎮，退守西州。唐昌元年（689年）安西大都護府復移至西州。唐長壽元年（692年），又遷於龜茲。唐開元二年（714年），唐置天山軍於西州境。唐天寶元年（742年），改西州為交河郡。唐乾元元年（758年），又恢復西州原建置。唐貞元六年（790年），吐蕃與回鶻爭奪北庭（今吉木薩爾），吐蕃占北庭。隨後，攻占西州。

## 近古
803年，回鶻汗國從吐蕃手中奪取高昌，然而回鶻汗國在蒙古的首都於840年被柯爾克孜人洗劫，導致回鶻人大規模遷出蒙古並分散到甘肅和中亞，許多人移入了吐魯番。唐咸通七年（866年），北庭回鶻仆固俊克西州，建立以高昌為中心的高昌回鶻王國，國都高昌城。史稱「西州回鶻」或「高昌回鶻」，後為西遼所控制，末代國王於1284年離開吐魯番地區前往哈密尋求蒙古人的保護，但當地的回鶻佛教統治者仍然掌權直到1389年。15世紀初明朝使節陳誠由陸路到訪此地，在他撰寫的《西域番國志》中描述了吐魯番的佛像和寺廟。1420年，從赫拉特到北京途中途經吐魯番的帖木兒特使吉亞特·阿爾丁·納卡什報告說：「該市的許多居民都是“卡菲勒”，他參觀了一座“很大很漂亮”的寺院，裡面有一尊釋迦牟尼的雕像，還聲稱許多吐魯番人“崇拜十字架”(基督徒)」。但到了15世紀下半葉，被察合台汗國征服的該地區已經伊斯蘭化。

## 近代
清朝乾隆十九年（1754年），清廷在瓜州，以額敏和卓属民编立吐鲁番扎萨克旗。乾隆二十年（1755年），清廷平定准噶尔，控制吐魯番地區。乾隆二十一年（1756年），額敏和卓率部遷回魯克沁（今鄯善縣魯克沁）。乾隆二十三年（1758年）封額敏和卓為郡王。
乾隆二十四年（1759年），清置辟展（今鄯善縣城）辦事大臣及同知，隸甘肅布政司。建吐魯番六城：辟展（今鄯善縣城）、吐魯番城（今吐魯番市東南）、魯克沁、色更木（今勝金）、哈喇和卓、託克遜。辦事大臣駐辟展。設辦事大臣後，吐魯番實行軍府制與扎薩克制並行，扎薩克由郡王擔任。清乾隆三十六年（1771年）設辟展巡檢。乾隆四十四年（1779年），辟展辦事大臣改為吐魯番領隊大臣，及同知，移駐廣安城（今吐魯番市老城），行政中心移吐魯番市。
光緒十年（1884年），新疆建省，成立吐魯番直隸廳，轄今吐魯番、鄯善、託克遜範圍。光緒二十八年（1902年），辟展巡檢改置為鄯善縣，隸屬吐魯番廳。